# Hanesbrands
Hanesbrands ist ein US-amerikanischer Bekleidungshersteller mit Sitz in Winston-Salem im US-Bundesstaat North Carolina. Hanesbrands vertreibt hauptsächlich Unterwäsche wie Unterhosen, Socken, Büstenhalter und einfache T-Shirts. In der Fortune 500-Liste der umsatzstärksten US-Unternehmen belegte Hanesbrands 2018 den 433. Rang. Der erste Vorgänger des Unternehmens wurde 1901 gegründet, die heutige Gesellschaft wurde jedoch erst 2006 aus der Textilsparte des ehemaligen Konsumgüterkonzerns Sara Lee ausgegliedert. Das Unternehmen gibt an, über 90 % seiner Produkte in unternehmenseigenen Werken zu produzieren und nur einen geringeren Teil der Produktion fremdfertigen zu lassen. Im Jahr 2011 wurde bekannt, dass unter anderem Hanesbrands Lobbyarbeit verrichtete, um eine stärkere Anhebung des haitianischen Mindestlohns zu verhindern.
Zu den Marken gehören Champion (Streetwear), Elbeo (Strümpfe), Maidenform (Shapewear), Wonderbra (Push-up-BHs), SHOCK ABSORBER (Sport-BHs), NUR DIE (Damenunterwäsche) und NUR DER (Herrenunterwäsche).